# Kecamatan Kwanyar
Kecamatan Kwanyar är ett distrikt i Indonesien.   Det ligger i provinsen Jawa Timur, i den västra delen av landet, 700 km öster om huvudstaden Jakarta. Kecamatan Kwanyar ligger på ön Madura.